# Yogaswami
Siva Yogaswami of Jaffna (1872 - 1964) foi um grande líder espiritual, de Jaffna, Sri Lanka. É reverenciado por hindus e budistas.Jnanaguru Siva Yogaswami de Jaffna (1872-1964) foi mestre Sri Lanka espirituais mais renomadas do século 20, um Śivajnani e Siddhar natha reverenciada tanto por budistas e hindus. Yogaswami foi treinado e praticado Kundalini Yoga sob a orientação do Satguru Chellappaswami, de quem recebeu diksha guru (iniciação).

## Biografia
1872-1905: Yogaswami nasceu, perto do templo Kandaswamy no Sri Lanka. Seu nome era Sadasivan. Após a morte de sua mãe antes que ele chegasse aos 10 anos, ele foi criado por sua tia e tio. Como um jovem adulto, Yogaswami prometeu-se ao celibato e renunciou um lugar no mundo dos negócios de seu pai porque ele não teve tempo para meditar e estudar as escrituras.
Em 1889, Swami Vivekananda visitou Jaffna e causou uma profunda impressão sobre o iogue 18-year-old. Durante sua visita, uma grande multidão levou em procissão festiva junto Colombuthurai Road. Ao se aproximar da árvore (illuppai) oliveiras que Yogaswami depois realizou seu tapas no âmbito, Vivekananda parou a procissão e desembarcou de seu carro. Ele explicou que este era um terreno sagrado e que ele preferia andar passado. Ele descreveu a área ao redor da árvore como um "oásis no deserto." No dia seguinte, participou Yogaswami discurso público Vivekananda. Vivekananda começou seu discurso com "O tempo é curto mas o assunto é vasto." Esta declaração foi profundamente na psique de Yogaswami. Ele repetiu como um mantra para si mesmo e falou para os devotos ao longo de sua vida.
Cerca de 1890, Yogaswami encontrou um trabalho como um lojista de um projeto de irrigação em Kilinochchi. Aqui, ele viveu como um iogue, muitas vezes meditando a noite toda. Ele exigiu grande simplicidade e pureza de si mesmo, como ele posteriormente de seus devotos.
1905-1911: Em 1905, Yogaswami encontrou seu guru sábio Chellappan Nallur fora do Templo. Enquanto ele caminhava ao longo da estrada, gritou alto Chellappaswami: "Ei quem é você Não há nada errado É como está Quem sabe!?!?" De repente, tudo desapareceu num mar de luz para o iogue jovens. Em um encontro posterior em uma multidão festival, Chellappaswami ordenou-lhe: "Vá no interior, meditar, ficar aqui até eu voltar." Ele voltou três dias depois para encontrar Yogaswami ainda à espera de seu mestre. Logo depois Yogaswami desistiu do seu emprego e tudo mais, a fim de acompanhar Chellappaswami para os próximos cinco anos. Sua vida se encheu de disciplina espiritual intensa e severa austeridade. Após a ordenação Yogaswami's (sannyas diksha), seu guru mandou embora e nunca recebi ele novamente. Chellappaswami morreu em 1911.
1911-1961: Yogaswami gasto anos de intenso tapas debaixo de uma oliveira em Colombuthurai estrada nos arredores de Jaffna. Sua prática foi a meditar por três dias e noites ao relento, sem se mover ou se abrigar das intempéries. No quarto dia, ele teria que percorrer longas distâncias, retornando à oliveira para repetir o ciclo. Em seu comportamento exterior, Yogaswami seguiu o exemplo de seu guru, pois ele iria expulsar aqueles que tentaram se aproximar dele. Depois de alguns anos, ele permitiu que alguns candidatos a uma abordagem sincera. Como mais e mais devotos reunidos em torno dele, a sua conduta austera relaxado. Ele acabou sendo convencido a ocupar uma pequena cabana no jardim de uma casa perto da sua oliveira. Esta manteve sua 'base' para o resto de sua vida. Mesmo aqui, ele inicialmente proibiu os devotos para reverenciar ou cuidar dele. Os devotos vinham a ele para ajudar em todos os seus problemas, geralmente no início da manhã e à noite. Dia e noite Yogaswami foi absorvido em seu culto interior. Em uma ocasião, Yogaswami estava sentado na quietude perfeita, como uma pedra. Um corvo voou baixo e descansou alguns minutos na cabeça, aparentemente a pensar que era uma estátua.
Em dezembro de 1934, Yogaswami teve seus devotos começam sua revista mensal, Sivathondan, significando tanto "servo de Shiva" e "serviço de Shiva." Conforme os anos passaram, seus seguidores tornaram-se mais numerosos. Swami cedeu um pouco, permitindo-lhes expressar a sua devoção pela limpeza e reparação de sua cabana. Quase todos os seus devotos eram chefes de família e engajado em algum trabalho ou outras. Para além de uma ou duas exceções, ele raramente os aconselhou a se aposentar de seu emprego. Para ele, toda a vida do homem tinha de ser feita uma prática espiritual e ele não iria admitir qualquer divisão da atividade humana em sagrado e profano. 
Em 1940, Yogaswami foi para a Índia em peregrinação a Benares e Chidambaram. Sua carta de estados Banaras, "Depois de andanças agora em uma busca sincera, eu vim para Kasi e viu o Senhor do Universo -.. A erva dentro de mim que você procura está sob seus pés" Um dia, ele visitou o Sri Ramana Maharshi em sua Arunachalam Ashram. Os dois simplesmente sentou-se durante toda a tarde, em frente ao outro em silêncio eloqüente. Nem uma palavra foi dita. Voltar em Jaffna, ele explicou, "Nós dissemos tudo o que tinha de ser dito." 
1961-1964: Em 1961, o Yogaswami 89 anos, quebrou o quadril enquanto alimenta sua vaca Valli. Swami passou meses no hospital, e uma vez liberado precisava de uma cadeira de rodas. Ele ainda condenados a sua sabedoria e orientação ao longo da sua última poucos anos. Em 03:30 em quarta-feira em março de 1964, Yogaswami passado aos 91 anos. A nação inteira do Sri Lanka parou quando se espalhou a notícia de rádio da sua partida Grande (mahasamadhi), e os devotos lotaram a Jaffna para despedir-se dele. Hoje, um complexo templo está sendo erguido no local da cabana onde viveu por 50 anos.

## Natchintanai
Yogaswami seus ensinamentos transmitidos em mais de 3.000 poemas e canções, chamado Natchintanai "bons pensamentos", exortando os candidatos a seguir o dharma e perceber Deus dentro de si. Estas gemas fluiu espontaneamente dele. Qualquer presente devoto que escrevê-las, e às vezes ele os descreveu a si mesmo. Natchintanai têm sido publicados em vários livros e através da saída principal e arquivamento de seus ensinamentos, o Sivathondan, um jornal mensal que ele estabeleceu em 1934 (veja acima). Para este dia, os devotos entoam canções Natchintanai durante a sua adoração diária de Yogaswami. Natchintanai são uma ferramenta para o ensino profundas verdades fundamentais do hinduísmo.

## As palavras de nosso Mestre
É uma coleção de ditos de Grande Sábio Yogaswami. Embora Swamy disse seu ensino a todos os seus devotos em diversos períodos, quatro deles notaram aquelas gemas de dizer em seu diário. Os quatro foram Markandu Swamy, Swamy Sellathurai, Santha Swamy e Srikhantha. O provérbio originalmente estavam em Tamil e Inglês. Mais tarde, Santha Swamy traduziu os ditos Tamil para o Inglês e as compilou como livro com o subtítulo de "palavras do nosso Mestre". Este livro foi publicado pela primeira vez pela sociedade Sivathondan Ltd, com sede em Yogaswamy. em 1974, Sellathurai Swamy as compilou em Tamil e publicado com o subtítulo de "Engal aasan Arul Molihal"

## Mensagem do Yogaswami
Yogaswami mensagem para o mundo é "Conheça-te pela tua auto" (Thannai Ari-தன்னை அறி) eo caminho para realizar o auto é o "Sivathondu". A pessoa que está fazendo Sivathondu é chamado Sivathondan (Servo de Shiva).
Quatro grandes ditados populares (maha-Vaykas) na língua tâmil encapsular sua mensagem:
- Oru Pollapum Illai: "Não há nem mesmo uma coisa errada"
- Muluthum Unami: "Tudo é verdade"
- Eppavo kaariyam mudintha: "Foi tudo feito há muito tempo"
- Naam Ariyom: "Nós não sabemos"

## Discípulos
Entre os milhares de devotos de Sivayogaswamy, três discípulos seguiram seu caminho. Um dos três foi Markandu Swamy, que era uma equipe do Departamento de inquérito, Sri Lanka e, posteriormente, ele ficou em Kaithady Ashram. Yogaswamy comentou um dia sobre Markandu Swamy, "Eu mantive-o como bússola para todos vós ". Na verdade, Markandu Swamy era a encarnação perfeita do ensino de Yogaswamy.
Segundo dos três foi Chellathurai Swamy, que era o princípio e depois se tornar um discípulo de Yogaswamy. Chellathurai Swamy dedicou sua vida inteira em colocar o caminho correto para Sivathondan Centers (Dois Sivathondan Nilayam em Jaffna e Batticaloa em) depois de atingir a sabedoria superior.
O terceiro colocado foi Santhaswamy, que era o Filho do Senhor Visconde Soulbery, que foi o último governador do Sri Lanka durante a colonização britânica. Seu nome original era James Ramsbotham e tinha mestrado em filosofia. Ele dedicou sua vida para a realização da verdade / sabedoria mais alta e por isso ele busca mestre espiritual, no oeste e por algum tempo, ele os seguiu. No entanto, mais tarde ele descobriu Yogaswamy, seguiu seu caminho, e percebi que o auto.